# Wapen van waterschap Limburg

Het wapen van het waterschap Limburg

Het wapen van het waterschap Limburg werd op 26 november 2018 bij Koninklijk besluit aan het waterschap Limburg verleend.
Het waterschap Limburg ontstond op 1 januari 2017 uit een fusie tussen de waterschappen Peel en Maasvallei en Roer en Overmaas en omvat de gehele provincie.
Bij het ontwerp van het wapen wilde de Hoge Raad van Adel zo weinig mogelijk wapenfiguren uit de wapens van de voorgaande waterschappen gebruiken, wel kwam in de ontwerpen het molenrad voor, maar omdat het bestuur van het waterschap het meer een historisch object vond, werden deze uit het definitieve ontwerp weggehouden.

## Beschrijving
De beschrijving van het wapen luidt als volgt:
Gedeeld; I in zilver een dubbelstaartige leeuw van keel, gekroond en genageld van goud; II in azuur een golvende paal van goud. Het schild gedekt met een gouden kroon van drie bladeren en twee parels.
De heraldische kleuren zijn: azuur (blauw), goud (geel), en keel (rood). Het schild wordt gedekt door een gravenkroon.

## Symboliek
De Limburgse leeuw komt uit het wapen van het Zuiveringsschap Limburg en staat symbool voor het gebied waar het waterschap in ligt. De golvende dwarsbalk stelt de Maas voor.

## Verwant wapen

Het wapen van Zuiveringschap Limburg

Aa en Maas ·
Amstel, Gooi en Vecht ·
Brabantse Delta ·
Delfland ·
De Dommel ·
Hollands Noorderkwartier ·
Hollandse Delta ·
Limburg ·
Hunze en Aa's ·
Noorderzijlvest ·
Rijnland ·
Rivierenland ·
Schieland en de Krimpenerwaard ·
De Stichtse Rijnlanden ·
Vallei en Veluwe ·
Vechtstromen · 
Fryslân